# Christoph 7
Christoph 7 ist der Funkrufname eines vom Bundesministerium des Innern am Kasseler Helios Krankenhaus, dem früheren Rotkreuz-Krankenhaus, betriebenen Rettungshubschraubers. Christoph 7 fliegt jährlich rund 1.300 Einsätze.

## Geschichte
Als Christoph 9 wurde mit dem Kennzeichen D-HDFK eine Bo 105 C am 17. Dezember 1974 in Kassel in Dienst gestellt. Die Nummerierung erfolgte damals nach der Indienststellung, also war der heutige Christoph 7 der damals neunte Rettungshubschrauber, der in Dienst gestellt wurde. Damals war die Bo 105 noch in gelber Farbe lackiert. Sie startete anfangs vom Hof der Wittich-Kaserne in Kassel. 1975 zog der Rettungshubschrauber auf das Dach des Rotkreuz-Krankenhauses. Dort wurde der erste Dachlandeplatz auf einem Gebäude in Hessen errichtet. In dieser Zeit wurde die Maschine in Orange lackiert. Wenn die Bo 105 nicht einsatzbereit war, wurde sie durch eine Bell UH-1D oder Alouette II des Bundesgrenzschutzes ersetzt. Die Bell war dann in der Wittich-Kaserne stationiert.
Anfang 2008 wurde die Bo 105 durch eine neue Maschine des Typs Eurocopter EC 135 ersetzt.

## Hubschrauber
Seit Januar 2008 ist am Luftrettungsstandort Kassel ein Eurocopter EC 135 T2i stationiert. Die 6,5 Millionen Euro teure Maschine (inklusive der medizinischen Ausstattung) hat eine Höchstgeschwindigkeit von 240 km/h und ist damit 10 km/h schneller als der Vorgänger; der Verbrauch liegt bei 225 Liter Kerosin pro Flugstunde. Zu den technischen Besonderheiten des EC 135 gehören ein Hinderniswarnsystem Hellas, um beispielsweise Freileitungen frühzeitig zu erkennen, und ein Anti-Kollisionssystem. Der größte Vorteil der neuen Maschine ist ihre Größe: Konnte der Notarzt im alten Hubschrauber nur den Oberkörper des Patienten erreichen, so erreicht er heute die Knie. Die medizinische Ausrüstung des Rettungshubschraubers entspricht einem Notarzteinsatzfahrzeug (NEF). Obwohl der neue Hubschrauber nachtflugtauglich ist, wird Christoph 7 nur von Sonnenauf- bis Sonnenuntergang eingesetzt. Von März 2011 bis März 2012 war Christoph 7 auch tagsüber bei der Bundespolizei-Fliegerstaffel in Fuldatal stationiert, weil der Dachlandeplatz und das LRZ am Rotkreuz-Krankenhaus saniert wurden. Die Alarmierung erfolgt über die „Leitfunkstelle Kassel“, diese wird von Stadt und Landkreis Kassel über die Berufsfeuerwehr in Kassel betrieben.

## Besatzung
Die Besatzung des Christoph 7 wird aus drei Mitgliedern gebildet:
- Pilot
- Notarzt
- HEMS Crew Member (Notfallsanitäter)

Die Pilotinnen und Piloten stellt die Bundespolizei-Fliegerstaffel in Fuldatal. Die Notärztinnen und Notärzte, sowie die Notfallsanitäterinnen und Notfallsanitäter (TC-HEMS) werden durch die DRK Rettungsdienst Kassel gGmbH gestellt.

## Standort
Christoph 7 startet zu seinen Einsätzen vom Dach des Kasseler Helios Klinikum. Dort ist das Luftrettungszentrum Christoph 7 (LRZ) eingerichtet. Der Hubschrauber steht auf dem Dach des Westflügels. Mit einem Lastenaufzug wird das Obergeschoss des Westflügels erreicht, in dem für die Besatzung Ruhe- und Gemeinschaftsräume zur Verfügung stehen. Über Nacht kehrt Christoph 7 in den Hangar zur Bundespolizei-Fliegerstaffel nach Fuldatal zurück, da das Klinikum über keinen Hangar verfügt. Dort besteht die Möglichkeit, den Hubschrauber sicher unterzubringen. Seit April 2012 besteht auf dem Landeplatz am Krankenhaus eine Tankanlage, die es ermöglicht, Christoph 7 zu betanken. Damit wird vermieden, dass er wie davor, zwischen zwei Einsätzen nach Fuldatal zum Tanken fliegen muss.

## Einsatzgebiet
Christoph 7 deckt die Luftrettung in Nordhessen, Teilen von Südniedersachsen, Teilen von Ostwestfalen und Teilen von Westthüringen ab. Weiter entfernte Ziele, wie beispielsweise Eisenach oder Höxter, erreicht er nach knapp 20 Minuten Flugzeit. Die meisten Einsätze fliegt Christoph 7 aber im Regierungsbezirk Kassel.

## Einsatzzahlen
Pro Jahr fliegt Christoph 7 rund 1200 Einsätze. Zu Beginn der Luftrettung in Kassel waren die meisten Einsätze noch auf Unfälle zurückzuführen. Heute machen internistische Notfälle (bspw. Schlaganfall, Herzinfarkt) rund 51 % der Einsätze aus, gefolgt von ca. 33 % chirurgischen Einsätzen, 9 % neurologischen Notfällen, 6 % sonstigen Einsätzen und 2 % pädiatrischen Notfalleinsätzen. Primäreinsätze sind mit 88 % der häufigste Einsatzgrund. 4 % sind Sekundäreinsätze und rund 8 % sind Fehleinsätze.
Seinen bisher spektakulärsten Einsatz hatte Christoph 7 beim ICE-Unfall von Eschede im Jahr 1998.

## Förderverein
Seit dem Jahr 2002 existiert der Förderverein Luftrettungsstation „Christoph 7“ Kassel e. V. Er wurde in Zeiten knapper Haushaltskassen gegründet und verfolgt das Ziel, trotz finanzieller Probleme die Qualität von Ausrüstung und Ausbildung auf hohem Niveau zu halten. Der Verein unterhielt unter anderem auch die Internetseite von Christoph 7. Der ehemalige Christoph 7, die Bo 105, wurde durch den Förderverein restauriert und dem Technikmuseum in Kassel zur Verfügung gestellt. Die Zukunft des Fördervereins war in den Jahren 2013 und 2014, nach einer Reihe von Streitigkeiten, ungewiss. Anfang Juni 2015 wurde der Förderverein nach einer Neuausrichtung neuaufgestellt.

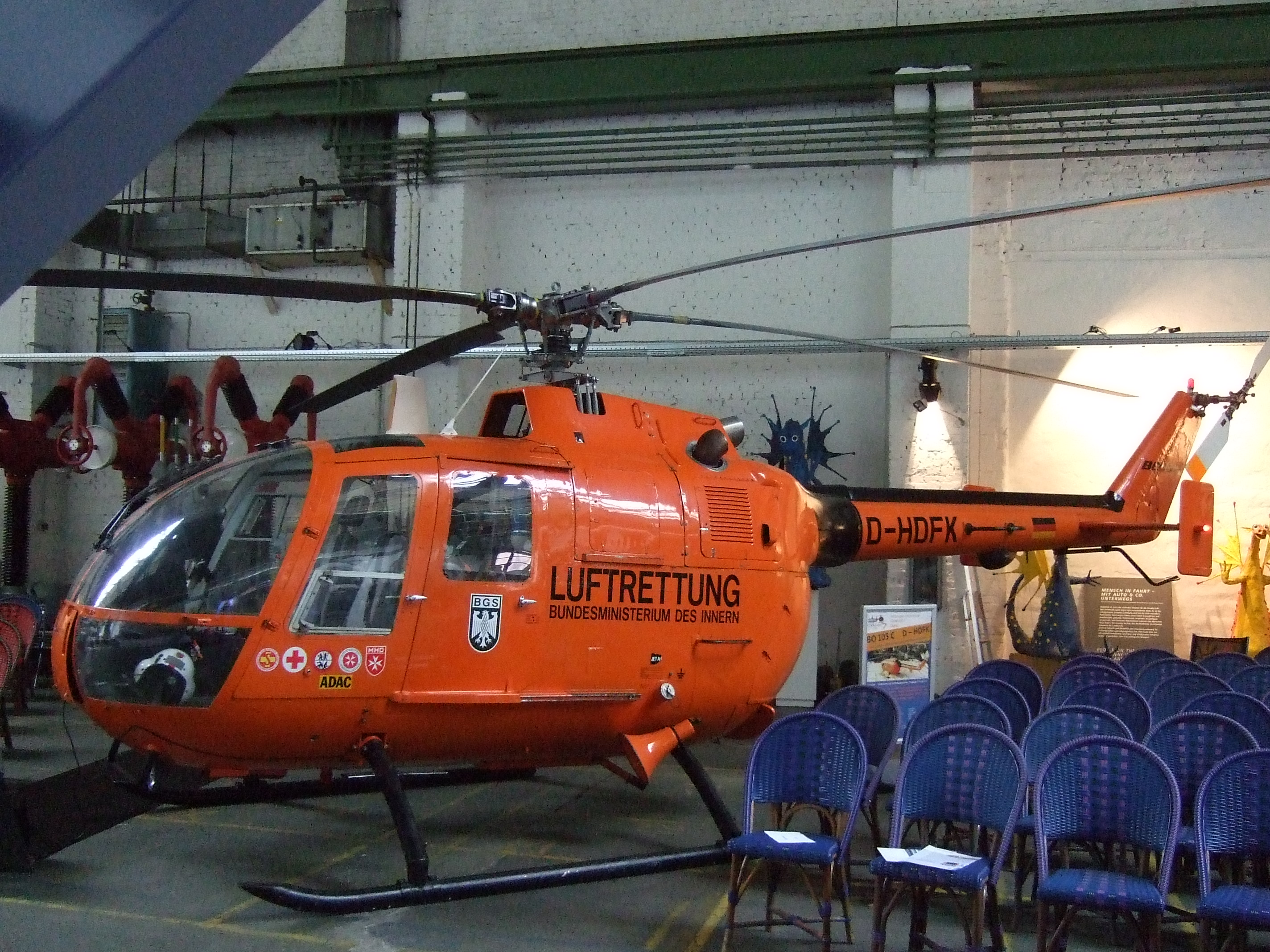
Alter Christoph 7 (Bo 105)
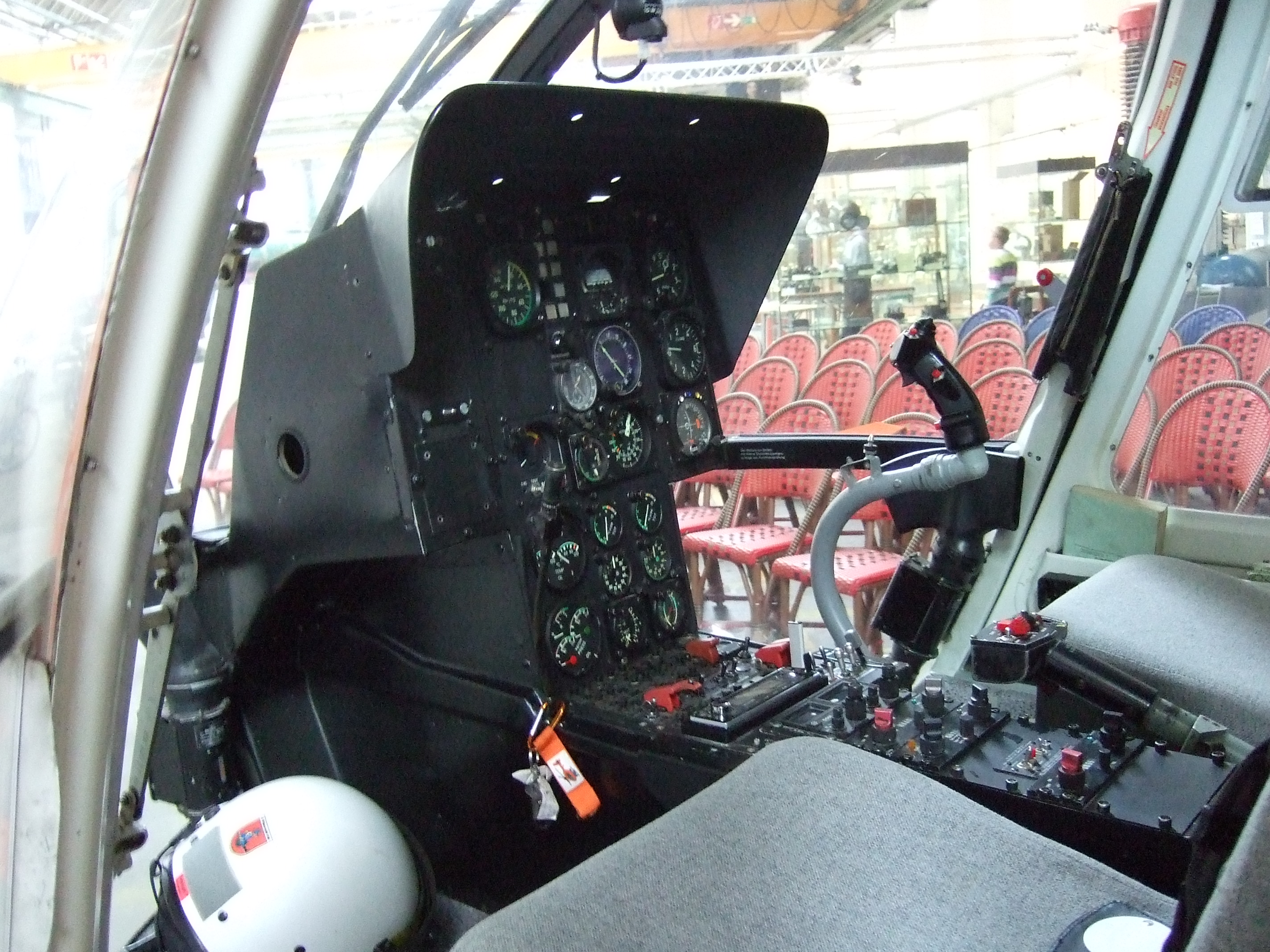
Cockpit des alten Rettungshubschraubers Christoph 7 (Bo 105)
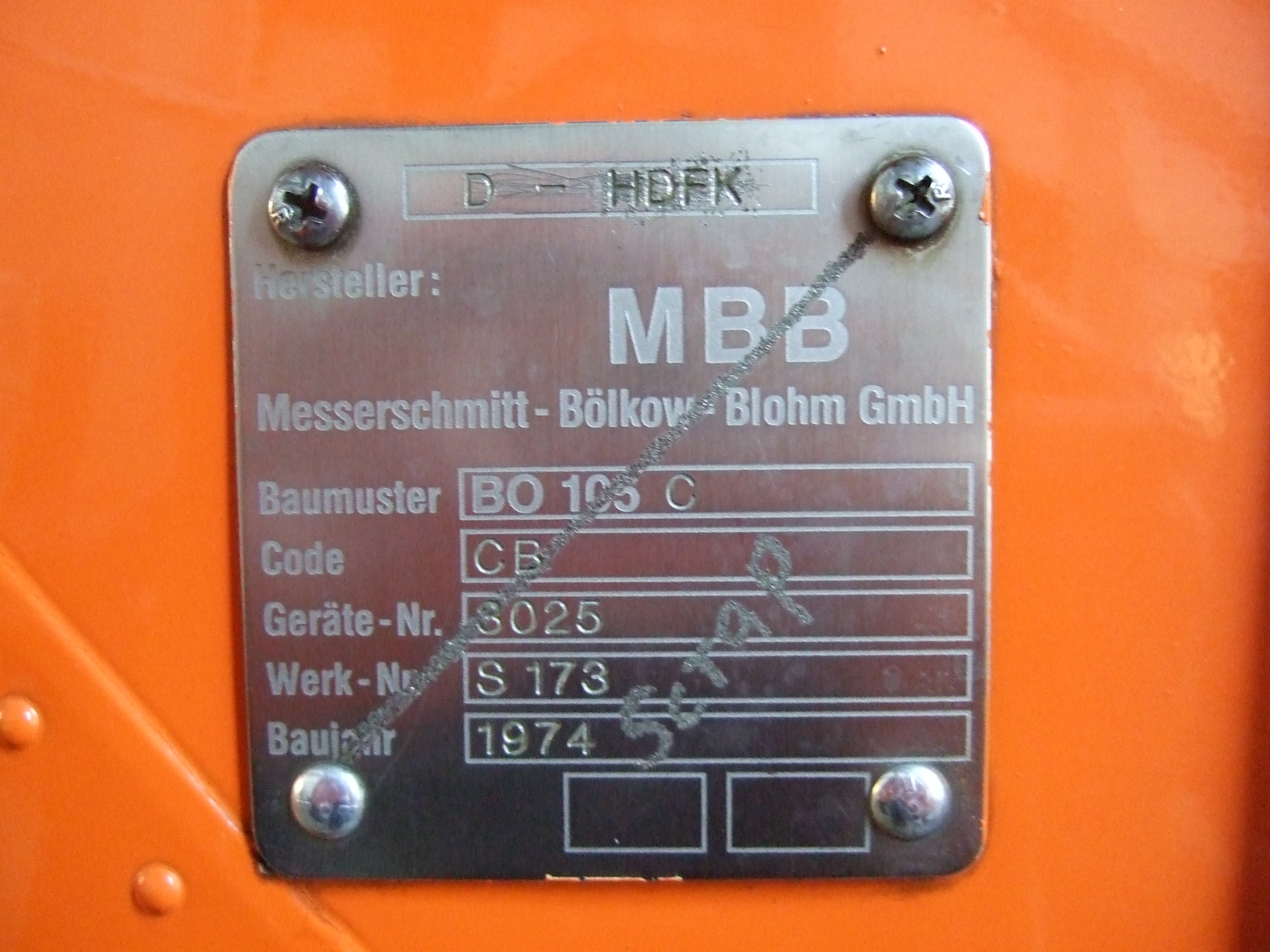
Typenschild des alten Christoph 7 in Kassel (Bo 105)